# Пиньян, Цион
Цион Пиньян (также Фаниан и Паньян  — ивр. ציון פיניאן‎; род. 1951 год, Марокко) — израильский политик, член кнессета 18-го созыва от партии «Ликуд».

## Биография
Цион Паньян родился в 1951 году в Марокко, а в 1956 году вместе с семьёй репатриировался в Израиль. Цион не служил в армии из-за инвалидности, у него полиомиелит. Окончил курсы по преподаванию иврита и математики.
Паньян был директором школы в Тверии, а также читал лекции по математике в Колледже Охало (англ.).
В течение двадцати лет он был членом городского совета Тверии, а с 1989 года он стал также заместителем мэра этого города. Занимал должность председателя комиссии по планированию и строительству, председателя культурных центров Тверии и директора отдела по восстановлению и улучшению районов Тверии.
В 2006 году Цион участвовал в праймериз Ликуда, и занял там 24 место, но в кнессет не попал, так как партия на ближайших выборах в кнессет 17-го созыва получила только 12 мандатов. В праймериз 2008 года он занял 23 место и прошёл в кнессет, на выборах парламента 18-го созыва его партия получила 27 мест.
В 2009 году Пиньян и депутат от «Кадимы» Шай Хермеш разработали поправку к закону о банках, согласно которой банки должны будут предоставлять договоры о выдаче ипотечной ссуды на русском языке, а не только на иврите.
Пиньян женат, имеет шестерых детей, проживает в Тверии, владеет ивритом и арабским языком.